# ソーシャル・ネットワーキング・サービス
ソーシャル・ネットワーキング・サービス（英: social networking service; SNS）とは、Web上で社会的ネットワーク（ソーシャル・ネットワーク）を構築可能にするソーシャルメディアのことである。

## 概要
広義には、社会的ネットワークの構築のできるサービスやウェブサイトであれば、ソーシャル・ネットワーキング・サービス（以下、SNS）またはソーシャル・ネットワーキング・サイトと定義される。このため、電子掲示板やメーリングリストもSNSに含まれることがある。また、更にネットワーク的な概念を超えた広義では、これとは別の「ソーシャルメディア」という言い方が一般的に浸透してきている。
狭義には、SNSとは人と人とのつながりを促進・サポートする、「コミュニティ型の会員制のサービス」と定義される。あるいはそういったサービスを提供するウェブサイトも含まれる。                        
SNSの主目的は、個人間のコミュニケーションにある。利用者はサービスに会員登録をすることで利用できるが、密接な人のつながりを重視して、既存の参加者からの招待がないと参加できないシステムになっているものも存在する。
2010年代以降、各国の企業や政府機関など多様な分野においてSNSの利用が進み、政府機関においてもSNSを利用した情報発信を行っている。また、社内でのコミュニケーションの活性化、情報の地域間格差の解消、SOX法対策のために、多くの企業が社内SNSを導入している。企業及び公的機関のSNS活用に関しては企業によるソーシャル・ネットワーキング・サービスの利用も参照。
Twitter（現在のX）に関しては、ゆるい「つながり」（人間関係）が発生し、広い意味ではSNSの一つといわれるが、Twitter（現X）社自身は「社会的な要素を備えたコミュニケーションネットワーク」（通信網）であると規定し、SNSではないとしている。
多くのサービスは広告収入で収益を上げるビジネスモデルである。したがって、登録情報やサービス側に蓄えられた履歴情報などをもとにターゲティング広告が、インフィード広告などでユーザーに露出する。
Facebook、Xは13歳以上の使用を可能とし、13歳未満のアカウントをすべてロックするなどの設定を追加するようになった。
世界のSNSの月間アクティブユーザー数は（We Are Socialの報告書「デジタル2022」）、フェイスブック29億1000万、ユーチューブ約25億、ワッツアップ約20億、インスタグラム約14億、ウィーチャット約12億、ティックトック約10億、スナップチャット約5億、X（旧ツイッター）約4億。

## 基本的な機能
- プロフィール機能
- メッセージ送受信機能
- タイムライン（ウォール）機能
- ユーザー相互リンク機能
- ユーザー検索機能
- ブログ機能
- Q&A機能
- アンケート機能
- コミュニティ機能
- ルール違反の投稿の報告機能
- 動画配信
- 動画視聴 等である。

## ビジネスモデル
SNSのビジネスモデルは大きく分けて「広告収入モデル」「ユーザー課金モデル」「他サイト誘導・連動モデル」が成立している。
広告収入モデル
インターネット広告により収益を得るモデル。広告収入を収益の柱としているSNSはmixiやMySpaceなどが挙げられる。いかに多数のユーザーをサイト上に滞在させ、ページの閲覧数（ページビュー）をどれだけ多く獲得できるかがこのモデルの鍵となる。SNSで広告収入をあげるにはそれなりのユーザー数が必要とされるため、そこまでコミュニティを育てていくにはサーバーなどを運営していく計画的な資本戦略が必要とされる。
ユーザー課金モデル
提供しているサービスに対し、サービス利用料という形でユーザーに対して直接課金し、収入源とするモデル。閲覧数の多さに依存せず、人的ネットワークなどSNSの特徴を積極的に活用したサービスの提供に重点を置いている点に特徴がある。現在ではビジネスネットワークの構築や職探しに利用される米国LinkedInなどが挙げられる。
またこれとは別に基本的に無料で提供しているサービスに一部サービスに付加機能を加えた有料サービスを提供して課金をするモデルもある（例：mixiプレミアム）。
他サイト誘導・連動モデル
SNS内での広告収入や課金収入に頼るのではなく、SNSをユーザーの集客や定着のツールとしてとらえ、自社・他社問わず他のサイトに誘導、あるいは連動させることにより得られるシナジー効果（相乗効果）を期待するモデル。井上雅博がヤフー株式会社のCEO時代に語ったようにYahoo! Days（ヤフー・デイズ）などの大手ポータルサイトが運営するSNSは、このモデルを取り入れようとしている。
また携帯端末向けSNSのモバゲータウンはモバオク、ミュウモなどの外部の課金サービスに誘導することで収益をあげている。
なお、これら3つのモデルは、そのいずれかはそれぞれのSNSで中心となっているものの、たとえば広告収入モデルはほぼすべてのSNSで取り入れられているように、ビジネスモデルを組み合わせていくのが一般的である。
アメリカや韓国では広告収入以外にもEC事業（アバター、ホムピー）といったさまざまなビジネスモデルが構築されつつある。たとえばサイワールドなどは月10億円以上の利益を広告（20%）とEC（80%）により生み出している。その一方で、限られた会員内とはいえ、依然として個人情報が流出する懸念も一部ではあり、未成年者の利用を制限する動きもある（アメリカでは12歳以上なら利用可能なため）。

## 開発環境
かつては電子掲示板である2ちゃんねるなどに使われるCGI（特にPerl）などの環境で動作していることが多かったが、その後Twitter（X）・Facebookなどの登場期ごろから、PHPが使われるようになった。2020年代には、電子掲示板Talkや、ミニブログMisskeyの様にNode.jsや、Next.jsなどのフレームワークを使うサイトも登場した。

## 歴史
コンピュータ登場以前のソーシャルネットワーキング理論の起源としては、六次の隔たり理論などがある。
コンピュータネットワークによる新しい社会交流の形態は、コンピュータが開発された初期からその可能性が示唆されていた。コンピュータ通信によるソーシャルネットワーキングの試みは、Usenet、ARPANET、LISTSERVやBBSなどを含む初期の多くのオンラインサービス上で行われた。SNSの前段階としての特徴は、AOL、ProdigyそしてCompuServeなどのオンラインサービス上にも多く現れていた。
ワールドワイドウェブ上の初期のSNSは、Theglobe.com（1994）やGeocities（1994）、Tripod.com（1995）のようなオンラインコミュニケーションの形態で始まった。これら初期のコミュニティの多くは、チャットルームのほか、使いやすいサイト開設ツールと自由で安価な場を提供することによって、個人のウェブページを通して個人的な情報やアイデアを共有することに注力していた。Classmates.com（クラスメーツ・ドット・コム）のようないくつかのコミュニティはEメールアドレスを公開して人々がお互い結びつくような方法を取っていた。
1990年代後半、ユーザーが友人のリストを管理し、似たような関心を持つ他のユーザーを探せるようにするなど、ユーザープロフィールの編集がSNSの中心的な特徴となっていった。 
ユーザーが友人を発見し管理できるような新しいSNSの方法が開発されたことを契機に、多くのサイトがさらに進んだ機能の開発を行い始めた。この新世代のSNSは、1997年から2001年まで運営されユーザーが100万人にまで達したSixDegrees.com、そして2002年のFriendsterの登場により本格的に普及し、すぐにインターネットの主流の一角を占めるようになった。Friendsterに続いて、2003年にはMySpaceとLinkedInが、そして2005年にはBeboが登場した。SNSの知名度の急速な高まりは、2005年の時点でMySpaceのページビューがGoogleを上回ったという事実が物語っている。
2008年にはさまざまなバラエティのソーシャルネットワーキングモデルが登場し、これらのモデルを使った200以上のサイトが稼働していると報告されている。
米最大級のSNS、Myspaceは公式の発表によると米国の会員数だけで6,000万人を記録しており、総ユーザー数は1億2,000万人と発表されている（2006年11月）。2006年には月に600万人のペースでユーザーを増やし続けていた。マドンナ、U2、ビヨンセ、マライア・キャリーなど300万のアーティストが参加しており、若者に人気が高い。なお、Myspaceは2006年11月に日本語版のベータ版を開設した。市場調査会社の米Pew Research Centerは米国のインターネット利用者の65%が米Facebookや米LinkedInのようなSNSを利用しており、3年前（2008年）の29％から2倍以上に増えたと公表した（現地時間2011年8月26日公表）。
2004年にはのちにビッグ・テックの一つとなるFacebook、2006年にはミニブログの元祖といえるTwitterが開始し、良くも悪くも世界に大きな影響を与える存在に成長していく。
2007年にはアメリカのSecond Lifeなど仮想世界のSNSが急成長を見せたが、技術の未成熟もあり一種のバブルで終わった。

### 日本
「ソーシャルネットワーキング」という概念を意識してフレンド相互リンク・私書箱・プロフィール表示という現在のSNSの主要機能を持つものとしては2002年に登場した内野晴仁運営のmyprofile.jpが嚆矢であり、これに続いて2003年にはSFC Incubation Villageにてビートコミュニケーションによる期間限定のマッチング実験SIV Connectが、そしてネットエイジ社による有料の合コンマッチングサービスのGoccoなどのサービスが開始された。ただGoccoは長続きせず、最初から課金をするスタイルはハードルが高かったことが原因にあげられている（課金モデルは途中から変更）。
2004年、2月21日に田中良和の個人運営GREEと、イー・マーキュリー （現・MIXI） 提供のmixiがプレオープン、3月3日にオフィシャルオープンした。遅れて、Yubitomaのエコー、フレンドマップ、Miniiそしてキヌガサなどがスタートした。2004年の段階では、GREEがもっとも会員数が多く、イベント中心に盛り上がりを見せたが、当初はウェブメール機能や日記機能がなく、会員数が10万人あたりで、最初から日記機能のあったmixiに抜かれた（ただしmixiもリリース当初はまだコミュニティ機能などは実装されていなかった）。mixiは従前から数多く存在していた「Web日記サイト」「グループウェアサイト」「電子掲示板」などの機能を取り込みつつ、さらには各新聞社やマスコミの記事を取り扱うなど、一種のインターネットコミュニティ、ポータルサイトとしての機能を有した点が特徴的である。
企業・教育機関でも内部向けコミュニケーションから始まって、内定者や学校の卒業生の囲い込みなど、さまざまな用途に使われるようになった。熊本県八代市が運営する「ごろっとやっちろ」を皮切りに自治体や非営利団体・企業などが運営する地域型のサービスも登場した。
総務省の発表では2006年3月31日時点の日本でのSNS利用者数は、716万人に達した。これは前年度（2005年3月31日）の111万人の約6.5倍の数字であり、急速に認知度が高まっていったことが窺える。
2000年代後半はYouTubeやFlickrといった画像共有・動画共有サイトが人気になったことにより、日本でもニコニコ動画やAmebaVision（終了）など類似のものが相次いで開設された。2007年にはオタク文化・イラスト文化に特化したSNSのpixivが登場した。
2009年1月のSNS会員数は、7134.4万人に達した。2010年には、mixiのユーザー数（有効ID数）が2,000万人を超えたが、Twitter・Facebookなどの海外勢のブームの影に隠れる形となっていった。
国内勢では2011年より開始したモバイルメッセンジャーアプリのLINEが急速に普及。利用開始にあたり電話番号登録だけの単純さと、1対1のクローズドな空間でのコミュニケーションなどが、FacebookのようなオープンSNSに馴染めないユーザーをとらえたといわれている。

### ドイツ
ドイツは、ネットワークが普及しているにもかかわらず、SNSを比較的に利用しない、世界でも特殊なケースとして有名である。そのためか、ドイツの青少年はSNSからメンタルヘルスにさらされることはないとする論文もあるが、ネットいじめは依然としてSNS利用と関係がある。

### SNSの栄枯盛衰
SNS流行の移り変わりは早く、mixi、Twitter、Facebook、LINE、Instagramなどと次々に流行しては冷めていったり、逆に昔に流行したSNSが再評価されたりする。ITジャーナリストの高橋暁子は若者が「大人があまりいない場所」を求めて流浪することが背景にあるとしている。
アメリカ合衆国でも2010年代に若者人気を誇ったTwitte、facebookが10年程度でsnapchat、TikTok、Instagramに取って代わられた。

## 有用性
- 外向的な人はSNSを利用して、より多くの社会的資源を独占することができる[24]。
- SNSの利用は、医学研究のデータを収集する際に有用である[25]。

## 問題点

### 情報の信頼性
- 地震や風水害などの災害時や、社会的に注目を浴びる事件・事故の発生時などに、SNSを通じてさまざまな嘘が拡散しやすい。SNSの流言は爆発的に拡散する。2011年の東日本大震災、2016年の熊本地震、2018年の大阪北部地震、2019新型コロナウイルス、2020年アメリカ大統領選挙などでデマ拡散が問題視された。流言を打ち消す否定情報には拡散抑制効果があるが、否定情報が浸透するスピードは流言によって異なり、恐怖感情を伴った流言を打ち消す場合は浸透スピードが速い。Twitter(現X)の場合、デマを拡散するユーザの特徴として、ツイートに占めるリツイートの割合が高いことが確認されている。自分がデマ拡散者にならないためには、（裏が取れている）デマ拡散ユーザーリストにあるユーザーと、リツイートの多いユーザを排除することが有効である。
- SNS上のニュースは信用できないという前提がある。2017年1月24日から26日に811人の日本経済新聞電子版読者を対象に行われた調査によると、「信用しない」との答えが87.1％に上り、「信用する」の12.9％を大きく上回った。前者の立場に立つ者からは「大手メディアは裏取り後に情報掲載をするため、ある程度信頼感があるが、SNSのニュースはソースを含め真偽不明確が多い」（65歳、男性）「中には正しい情報もあると思うが、裏を取れない情報は虚偽の可能性があると思って受け取る」（58歳、男性）「SNSの最大の問題点がこの『偽情報』だと思う。事実とは全く異なる情報を発信する（できる）仕組みに大きな問題があると思う」（53歳、男性）との指摘があった。一方で、後者の立場に立つ者の中には「SNS自体は手段でしかないので、発信元を確認する必要は他のWebメディアと大きく変わらない」（41歳、男性）「SNSという理由だけで、無条件で信じないとはしない。ニュースソースの明示状況等がちゃんとなされていれば、一定の信用性はある場合もある」（33歳、男性）など、情報源を確認することを前提に、SNSをニュース情報を入手するツールの一つとして前向きに活用する者もいる。
- 2024年度に、日本におけるパブリックコメントについて、1つの案件に対し1万件以上の同一意見が寄せられた件数が、現行のパブコメ制度下で最多となる10案件に及んでいたことが、2025年5月5日付の新聞報道で判明した。いずれの件も、SNS上に、「除染土」「マイナ保険証」などの語句が含まれた意見の例文を表示することで提出を呼び掛ける投稿が拡散されていた模様で、有識者からは、ある特定の意見が多数を占めるかのような誤解を受け、行政への不信を招きかねないと危惧する意見が出ている。

### アルゴリズムによる創造性の低下
現在、SNSのアルゴリズムが人類の情報収集を支配しているが、これは創造性の低下、失業の増加、判断力の喪失、偶然の幸運に出会う機会の減少といった深刻な問題を引き起こす可能性がある。

### SNSは世論と勘違い
- SNSは世論と勘違いされがちだが、AIのディープラーニングで解析した実証研究の結果、たった0.2％のユーザーによって作られていることが分かった。

### 犯罪被害・個人情報漏洩
- 写真や個人情報を不用意に公開してしまうことで、最悪の場合、犯罪に巻き込まれる恐れがある。一見個人情報には結びつかないものでも、過去の投稿内容や、写真に写っている被写体（背景や周囲、物体に反射して写っているもの）、写真データの位置情報などの断片的情報から、学校や職場、氏名や交友関係などが特定される可能性がある。2019年には、瞳に映る景色から住所を特定したストーカーに、女性が襲われる事件が発生している。
- 警察庁の発表によれば、2019年にSNSを通じて事件に巻き込まれた18歳未満の子供は過去最多の2,082人（対前年比271人（15.0％）増）で、被害者は高校生1,044人、中学生847人（対前年比223人（35.7％）増）、小学生72人（この10年間で5倍になった）など。罪種別では青少年保護育成条例違反844人、児童ポルノ671人、児童買春428人、強制性交等49人、略取誘拐46人、児童福祉法違反28人、強制わいせつ15人など。SNSではTwitter(現X)807人、ひま部307人、Instagram120人、LINE81人、マリンチャット70人など。フィルタリング機能の利用の有無を確認し得た1,772人のうち一度も利用していないのは77.4％だった。

#### 暴露系SNSマフィアによる恐喝
- SNSマフィアには反社会的勢力がバックとしてついている場合があるとされている。企業から個人まで標的とされる可能性を伴い、秘密の掌握を匂わせるSNS投稿の後、相手に接触し秘匿性のあるメッセージアプリで金銭や行為の要求を行う。複数で運営のトクリュウ型、顔出しを行っている個人、或いはそのバックの反社会的組織の手引きで行われる場合も存在する。

### 誹謗中傷
- SNS上では、匿名であることをいいことに、誹謗中傷が発生しやすい。誹謗中傷を受けた対象者は、情報がSNS上に残っている限り、ずっと誹謗中傷を受け続けることが多い。

#### おすすめTL機能による誹謗中傷・炎上
- XのようなSNSはおすすめTL機能などによって炎上しやすくなっている。気軽に発言したつもりがおすすめTLによりいつの間にかフォロワーではない多くの人に触れることとなり炎上し誹謗中傷が増えるケースが増えている。

### SNS中毒・依存症
- 「SNSを見続けてしまうことで、生活に支障や悪影響があると分かっているのにやめられない」状態を言う。

### 精神衛生
- よく知られているように、ハーバード大学医学部は2022年5月、ソーシャルメディアと若者のメンタルヘルスへの悪影響との間に関連性があることが知られていると発表した。

- 意外なことに、一部のユーザーにも気分的なメリットがあることを示す証拠がある。友人へのダイレクトメッセージの送信やプロフィール写真の更新など、積極的で内発的な活動は、気分を悪化させる可能性が低い。
- SNS上で、他人と自分を比較して鬱状態になるユーザーが多い傾向にある。例にすると、Facebook上では多くの人が生活の中のよい出来事のみを投稿してしまうため、ユーザーは相手のハイライト・シーンと自身を比較してしまい、相手の生活がよいものに見え、そのギャップで精神的な悪影響を及ぼす恐れがある。

- ブラジルではブラジル最高裁がXで政治のデマ情報やヘイトなどを拡散しているアカウントを問題視し削除要請したところ、イーロンマスクが言論の自由だと拒否。これがきっかけでブラジルの最高裁はXのサービス停止命じた。Xが停止され一か月後に利用者にアンケートを取ったところ3割がメンタルが改善したと答えた。

- 一部のSNSでは、会社の幹部が部下に対し、友達になることや「いいね」を入れることを強要するなど、「ソーシャル・ハラスメント（ソーハラ）」行為が問題となっている。
- SNS上での誹謗中傷による被害が深刻化している。ソーシャルメディア利用環境整備機構、総務省、法務省は、SNS事業者と共同で適正な利用を呼びかける特設サイトを2020年7月に開設。「#No Heart No SNS」をスローガンとして啓発活動を行うことを発表した。

## 主なSNS
ソーシャル・ネットワーキング・サービスの一覧を参照。

## SNS規制
アメリカ合衆国
- 2025年1月19日、TikTokを利用停止する法律が施行され、TikTokが利用不可となった[50]。
- 2025年2月13日、トランプ大統領が法律施行を停止し、TikTokが利用可能となった[51]。

 オーストラリア
- 2024年11月、16歳未満がSNSアカウントを持つことを禁止する法案が承認された[52]。

 フランス
- 2023年、15歳未満の子どもがSNSアカウントを作る際に、保護者の同意を義務付ける法律が制定された[52]。
- 2024年9月、中学校構内でのスマートフォン利用を禁止する「デジタルコンマ」政策が施行された[52]。

## 関連文献
- 物江潤『SNS選挙という罠 自分の頭で考え直すために』平凡社〈平凡社新書 1084〉、2025年6月13日。ISBN 978-4-582-86084-9。（電子版あり）